# UFC Fight Night: Pettis vs. Moreno
UFC Fight Night: Pettis vs. Moreno（ユーエフシー・ファイトナイト：ペティス・バーサス・モレノ、別名UFC Fight Night 114）は、アメリカ合衆国の総合格闘技団体「UFC」の大会の一つ。2017年8月5日、メキシコ・メキシコシティのアレナ・シウダ・デ・メヒコで開催された。

## 大会概要
本大会ではセルジオ・ペティスとブランドン・モレノによるフライ級戦が組まれた。
キャリア8戦全勝のジョセフ・モラレス、7戦全勝のLFAフライ級王者ロバート・サンチェスがUFCデビュー。

## 試合結果

### アーリープレリム
第1試合 ライト級 5分3R
○  ジョーダン・リナルディ vs.  アルバロ・エレーラ ×
1R 2:01 ヴォンフルーチョーク
第2試合 フライ級 5分3R
○  ジョセフ・モラレス vs.  ロバート・サンチェス ×
1R 3:56 リアネイキッドチョーク

### プレリミナリーカード
第3試合 バンタム級 5分3R
○  ホセ・キニョネス vs.  ディエゴ・リバス ×
3R終了 判定3-0（30-27、30-27、30-27）
第4試合 バンタム級 5分3R
○  ハニ・ヤヒーラ vs.  エンリー・ブリオネス ×
1R 2:01 キムラロック
第5試合 フライ級 5分3R
○  ダスティン・オーティス vs.  ヘクター・サンドバル ×
1R 0:15 KO（右フック→パウンド）
第6試合 ミドル級 5分3R
○  ジャック・ハーマンソン vs.  ブラッド・スコット ×
1R 3:50 TKO（パウンド）

### メインカード
第7試合 バンタム級 5分3R
○  アレハンドロ・ペレス vs.  アンドレ・スーカムタス ×
3R終了 判定2-1（29-28、28-29、29-28）
第8試合 ミドル級 5分3R
○  サム・アルビー vs.  ラシャド・エヴァンス ×
3R終了 判定2-1（28-29、29-28、29-28）
第9試合 フェザー級 5分3R
○  ウンベルト・バンデナイ vs.  マルティン・ブラボー ×
1R 0:26 KO（左膝蹴り）
第10試合 ウェルター級 5分3R
○  ニコ・プライス vs.  アラン・ジョウバン ×
1R 1:44 TKO（右ストレート→パウンド）
第11試合 53.9kg契約 5分3R
○  アレクサ・グラッソ vs.  ランダ・マルコス ×
3R終了 判定2-1（29-28、28-29、29-28）
※グラッソの体重超過によりストロー級から変更。
第12試合 フライ級 5分5R
○  セルジオ・ペティス vs.  ブランドン・モレノ ×
5R終了 判定3-0（49-46、48-46、48-46）

### 各賞
ファイト・オブ・ザ・ナイト： 該当者なし
パフォーマンス・オブ・ザ・ナイト： ニコ・プライス、ウンベルト・バンデナイ、ダスティン・オーティス、ジョセフ・モラレス
各選手にはボーナスとして5万ドルが授与された。

### カード変更
負傷などによるカードの変更は以下の通り。